# 巧克力冰淇淋

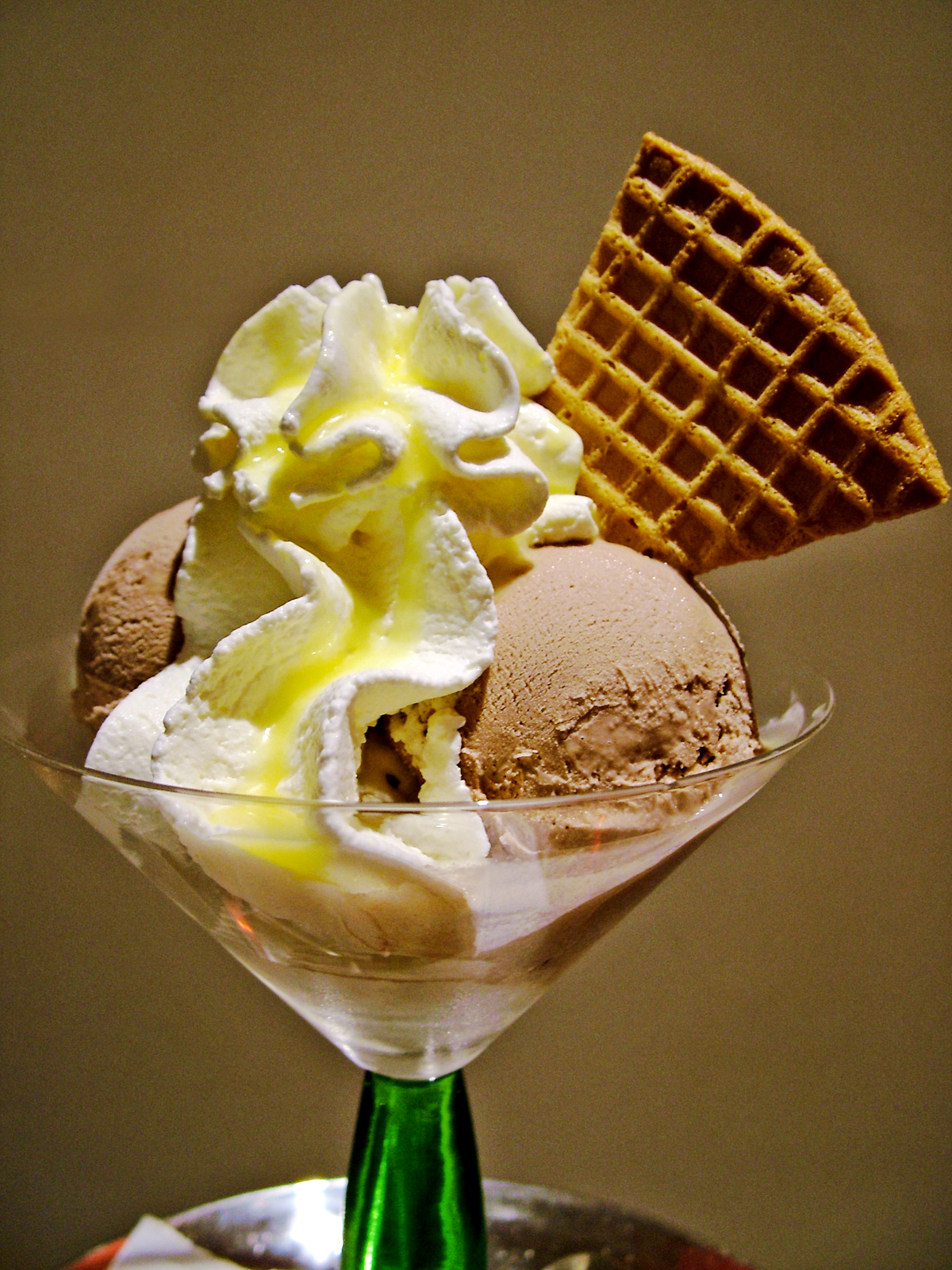
某款巧克力冰淇淋

巧克力冰淇淋是含有天然或人造巧克力调味品，具有巧克力风味的冰淇淋。这种冰淇淋和其他冰淇淋一样，通常是放置在碗、杯子或冰淇淋甜筒中食用。

## 历史
最早的冷冻巧克力食谱于1693年在意大利那不勒斯的安东尼奥·拉蒂尼（Antonio Latini）所著《现代管家》（The Modern Steward）中出版。巧克力实际上是最早的冰淇淋口味之一，比香草味还早。因为热巧克力，咖啡和茶等常见饮品是第一批变成冷冻甜点的食物。
巧克力冰淇淋在十九世纪末开始在美国流行起来。美国冰淇淋的第一则广告始于1777年5月12日，当时菲利普·伦齐（Philip Lenzi）宣布冰淇淋"几乎每天"都在上市。直到1800年，冰淇淋还是一种稀有而充满异国情调的甜点，主要由精英阶级享用。之后伴随着隔热冰箱被发明出来，冰淇淋制造很快发展为美国的一个新产业。

## 生产

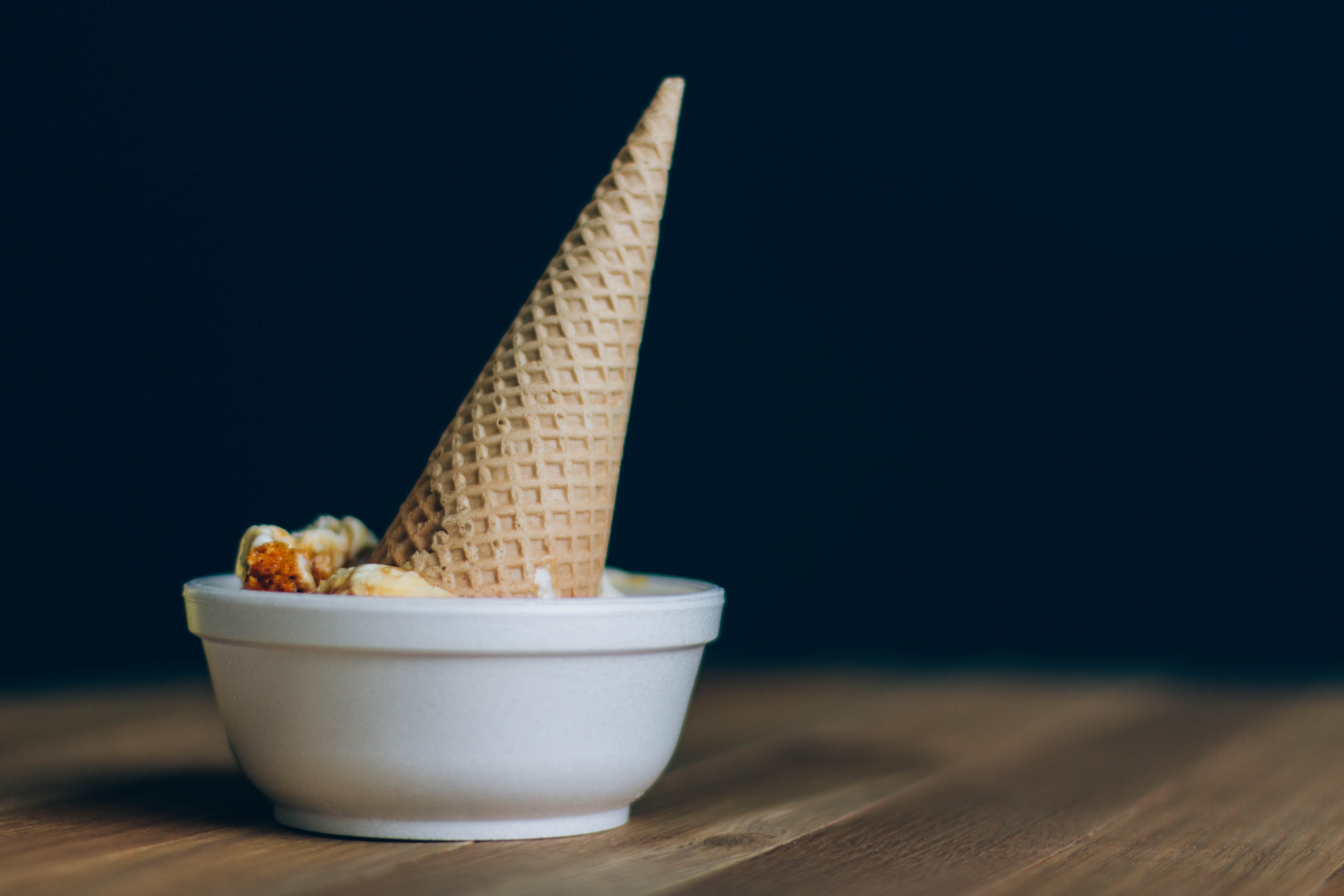

巧克力冰淇淋通常是通过将可可粉与用于制作香草冰淇淋的鸡蛋，奶油，香草还有糖混合在一起而成的。可可粉使巧克力冰淇淋呈现棕色，添加其他色素则较不常见。
联合国粮农组织出台的食品法为食品提供了一套国际标准。按照其规定，巧克力冰淇淋中的风味必须来自脱脂可可固体，其含量必须至少占混合物重量的2.0-2.5%。而在加拿大和美国，巧克力冰淇淋的最低脂肪含量为8%，无论配方中巧克力甜味剂的含量如何。